# Peter R. Sahm
Peter Rudolf Sahm (Berlim, 7 de setembro de 1934 — 19 de dezembro de 2013) foi um engenheiro alemão. Foi professor de fundição da Universidade Técnica da Renânia do Norte-Vestfália em Aachen (RWTH Aachen). De 1979 a 2002 foi diretor do Instituto de Fundição da RWTH Aachen.
Em 1982 Peter Sahm foi coordenador científico da primeira missão espacial alemã Spacelab D1. Em 1986 recebeu o Prêmio Gottfried Wilhelm Leibniz. Em 1991 recebeu a Verdienstkreuz de 1.ª Classe da República Federal da Alemanha. Em 1995 foi Dr.h.c. da Universidade de Hannover e membro estrangeiro da Academia de Ciências da Bulgária.